# Gente menuda (obra de teatro)
Gente menuda es un sainete lírico en dos actos divididos en siete cuadros, de Carlos Arniches y Enrique García Álvarez, con música de Quinito Valverde estrenado en el Teatro Cómico de Madrid el 7 de mayo de 1911.

## Argumento
Un honrado padre de familia, viudo con cuatro hijos a su cargo, es seducido por una mujer de mala fama, y arrastrado junto al resto de la banda de la señora, por caminos que se alejan de la rectitud. La pandilla consigue implicar al ingenuo en una estafa que están cometiendo, de modo que el hombre acaba con sus huesos en la cárcel, de donde consigue sacarle el tesón de sus hijos. Finalmente, se da cuenta de que su verdadero lugar se encuentra entre su familia.

## Números musicales

### Acto primero
- - Preludio (Orquesta)

- - Terceto de  Catalina, Manolito y Perico - Polka del Pajarito: "¡Pobre jilguero!"

- - Intermedio (Orquesta)

- - Canción de Sara - Las Silverias: "Silveria, Silveria mía"

- - Danzón del Boyuyo: "El boyuyo"

- - Canción Flamenca: "Son muy buenas tus acciones"

- - Cuplé de Serafina: "Serafina la Rubiales"

- - Canción de la Lunares: "Algún día fuentecita"

- - Fin del Acto I (Orquesta)

### Acto segundo
- - Introducción y nocturno (Orquesta)

- - Cuarteto de Perico, Catalina, Casimiro y Manolito - Jota del tiritón: "Atchis, Jesus"

- - Marcha (Orquesta)

- - Dúo de Tiple y Tenor - Vals vienés: "Por tu amor bella hurí"

- - Dúo de Catalina y Casimiro - Tango del casero: "Por un Sotabanco"

- - Fin de la obra (Orquesta)

## Personajes principales
- Catalina

- Concha, la lunares

- La Bella Manojo

- Paca La cromo

- Sara

- Leonor

- Perico

- El Señor Felipe

- Casimiro

- El Señor Fernando

- Manolito

## Estreno
- Teatro Cómico, Madrid, 7 de mayo de 1911
  - Intérpretes: Enrique Chicote, Loreto Prado, Srta. Saavedra, Sr. Ripoll.